# Oksytania (region)
Oksytania (fr. Occitanie, wymowaⓘ) – region administracyjny w południowej Francji. Stolicą jest Tuluza. 
Region jako jednostka administracyjna został formalnie powołany z dniem 1 stycznia 2016 w wyniku połączenia istniejących wcześniej regionów Langwedocja-Roussillon i Midi-Pireneje. 
Do 30 września 2016 obowiązywała tymczasowa nazwa Langwedocja-Roussillon-Midi-Pireneje. Nazwa regionu przyjęta formalnie ze skutkiem na 30 września 2016 – Oksytania – jest jednocześnie nazwą krainy historycznej.

## Podział administracyjny

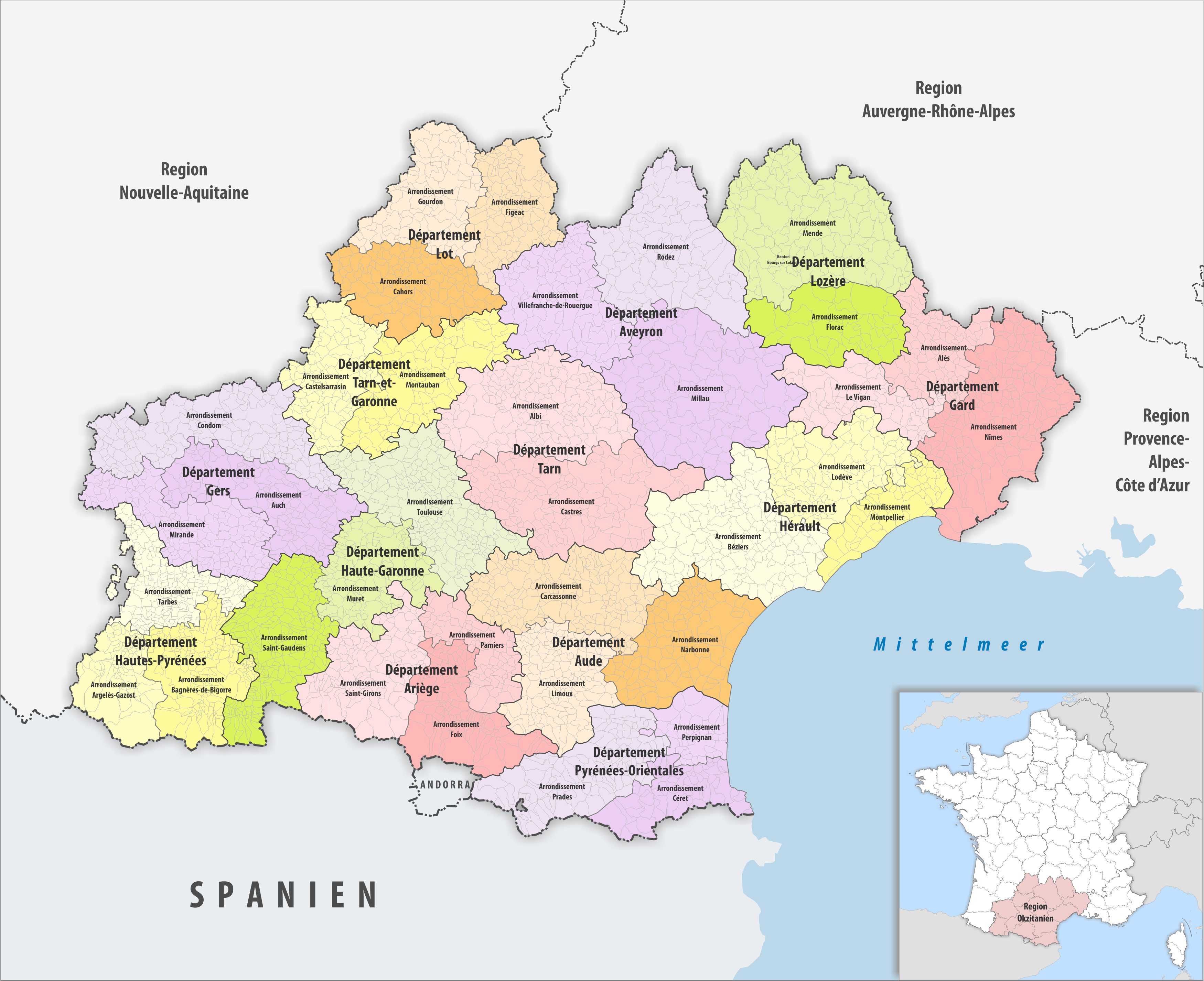
Podział regionu na departamenty i okręgi (arrondissement)

W skład regionu wchodzi 13 departamentów:

- Ariège
- Aude
- Aveyron
- Gard
- Gers
- Górna Garonna (Haute-Garonne)
- Hérault
- Lot
- Lozère
- Pireneje Wschodnie (Pyrénées-Orientales)
- Pireneje Wysokie (Hautes-Pyrénées)
- Tarn
- Tarn i Garonna (Tarn-et-Garonne)

## Miejscowości
Największe miejscowości regionu (w nawiasach liczba ludności w 2020 roku):

- Tuluza (Toulouse, 498 003)
- Montpellier (299 096)
- Nîmes (147 496)
- Perpignan (118 032)
- Béziers (78 683)
- Montauban (61 677)
- Narbona (Narbonne, 56 123)
- Albi (49 094)
- Carcassonne (46 673)
- Sète (44 576)
- Tarbes (42 925)
- Alès (42 867)
- Castres (42 394)
- Colomiers (39 866)
- Agde (29 201)
- Tournefeuille (28 763)
- Lunel (26 356)
- Blagnac (26 101)
- Muret (24 762)
- Rodez (24 397)
- Frontignan (23 485)
- Castelnau-le-Lez (23 469)
- Auch (22 518)
- Millau (21 482)
- Cahors (20 159)
- Cugnaux (20 100)
- Plaisance-du-Touch (19 462)
- Bagnols-sur-Cèze (18 072)
- Lattes (17 674)
- Balma (17 006)
- Mauguio (16 714)
- Pamiers (15 938)
- Beaucaire (15 659)
- Gaillac (15 245)